# Arts of Toyco
Arts of Toyco (oft auch nur Toyco) ist ein deutscher Musikverlag aus Gräfelfing, der besonders aktiv im Bereich der Produktion von Anime-Musik war.

## Geschichte
1984 wurde das Toyco-Studio von Andy Knote zusammen mit Armand Presser gegründet. Nach 10 Jahren im Musikgeschäft entschloss man sich, einen eigenen Musikverlag zu gründen. Somit war der Grundstein für Arts of Toyco gelegt. 1997 stellte man Tim Schott als rechtlichen Betreuer ein. Seit 1998 nennt sich der Verlag Arts of Toyco statt wie bisher Toyco Studios. 2002 wurde ein Wettbewerb in der Hoffnung auf Neuentdeckung guter junger Sänger durchgeführt. In Zusammenarbeit mit dem Kinderformat Be TV auf RTL II wurden Anime-Fans aufgerufen, ihre Lieblings-Anime-Lieder einzusingen. Es wurden Karaoke-Versionen einiger Titel zum kostenlosen Download bereitgestellt. Die Gewinnerin durfte auf dem deutschen Album zu Hamtaro das Lied Zuckerdiamanten aufnehmen. Im selben Jahr zogen die Toyco Studios von München ins benachbarte Gräfelfing, um dem Studio wieder Platz für Erweiterung zu geben. Seit 2010 wurde die Produktion von Anime-Songs eingestellt, da der „Anime-Boom“ seitens Toyco zu Ende war. Für kurze Zeit konnte man die unveröffentlichten Songs von Toyco auf der Website anhören, da es aber daraufhin viele Raubkopien gab, wurde die Aktion eingestellt.

## Anime-Musik
Die Musik bzw. Titellieder zu folgenden Animes wurde von Toyco produziert:
| - Beyblade - Detektiv Conan - Digimon (Die ersten fünf Serien) - DoReMi - Dragonball Z - Dragonball GT - Dr. Slump - Flint Hammerhead - Hamtaro - InuYasha - Jeanne, die Kamikaze-Diebin | - Monster Rancher - One Piece - Pokémon - Powerstone - Pretty Cure - Ranma ½ - Sailor Moon - Wedding Peach - Yu-Gi-Oh! - Yu-Gi-Oh! GX |

## Anime-Alben
Es erschienen sechs Volumes der Anime Hits. Diese waren Kompilationen verschiedener Songs aus verschiedenen Animes:
- Vol. 1 (18. Oktober 2002)

1. Eine neue Welt
2. Detektiv Conan – Nur Fragen in meinem Kopf
3. Detektiv Conan – Schritt für Schritt
4. Dragonball Z – Cha-La Head Cha-La
5. Dragonball Z – Du wirst unbesiegbar sein
6. Dragonball Z – Radditz vs. Piccolo
7. Digimon – Eine Vision
8. Digimon – Der größte Träumer
9. Digimon – Deine Chance
10. Pokémon – Wir sind die Gewinner
11. Pokémon – Pokémon-Thema
12. Dr. Slump – Mondgesicht
13. Dr. Slump – Megaherz
14. Dr. Slump – Aus dem Weg
15. Ranma 1/2 – Genau wie du
16. Ranma 1/2 – Mit der Sonne
17. Jeanne, die Kamikaze-Diebin – Sie ist nicht zu fassen
18. Wedding Peach – Liebe ist Kampf
19. Doremi – Hier kommt die Magie
20. Doremi – Wir sind wieder da
21. Doremi – Wenn dich das Glück verlässt

- Vol. 2 (10. Oktober 2003)

1. Beyblade – Schlag auf Schlag
2. Beyblade – Lets Go, Beybladers
3. Beyblade –  Beyblade auf der ganzen Welt
4. One Piece – Ins Licht
5. One Piece – Die Legende
6. One Piece – Grand Line
7. Detektiv Conan – Mit aller Kraft
8. Detektiv Conan – Lauf durch die Zeit
9. Pokémon – Ich glaub' daran
10. Digimon – Leb deinen Traum
11. Digimon – Ich werde da sein
12. Dragonball Z – Trunks vs. Son Goten
13. Dragonball Z – Wenn der Angriff beginnt
14. Powerstone – Powerstone
15. Monster Rancher – Frei wie der Wind
16. Flint Hammerhead – Der Zeitdetektiv
17. Inu Yasha – Flieg durch die Zeit
18. Wedding Peach – Ich hab dich im Traum gesehen
19. Hamtaro – Alles dreht sich um Hamtaro
20. Hamtaro – Gib' mir deine Hand
21. Eine neue Welt Part 2

- Vol. 3 (8. November 2004)

1. Detektiv Conan – Mein Geheimnis
2. Detektiv Conan – Frei Schweben
3. Duel Masters –  Mach dich bereit
4. MegaMan NT Warriors – Warte nicht zu lang
5. Pokémon – Ich will ein Held sein
6. Pokémon – Abschied
7. Könnt ihr uns hören
8. Yu-Gi-Oh! – Thema
9. Yu-Gi-Oh! – Das Duell
10. Beyblade – Spiele das Spiel
11. Beyblade – Wer wird untergeh'n
12. Beyblade – Stärker als der Sturm
13. Digimon Frontier – Intro
14. Digimon Frontier – Der Weg führt zu dir
15. Dragonball Z – Generation Z
16. Dragonball Z – Angel
17. One Piece – Rainbase
18. Doremi – Das glücklichste Mädchen der Welt
19. Doremi – Zauberhafte Sonntagsmädchen
20. Unser Traum

- Vol. 4 (11. November 2005)

1. Inu Yasha – Was ist Zeit
2. Inu Yasha – Battle-Giganten (Instrumental)
3. One Piece –  Übers Meer
4. One Piece – Du wirst niemals untergehen
5. Pokémon – Unser Traum
6. Pretty Cure – Nur wir beide
7. Pretty Cure – Träume die ich hab
8. Pretty Cure – Träume die ich hab (Part II)
9. Winx – Heller als Licht
10. Teenage Mutant Ninja Turtles – Titelthema
11. Beyblade – Alles dreht sich
12. Beyblade – Hier kommt ein harter Lauf
13. Digimon Tamers – Regenbogen
14. Digimon Frontier  Die Hyper Spirit Digitation
15. Yu-Gi-Oh! – Yugi vs. Marik (Instrumental)
16. Einer von uns
17. Was du mir gibst
18. Inu Yasha – Was ist Zeit? (Karaoke)
19. One Piece – Übers Meer (Karaoke)
20. Pokémon – Unser Traum (Karaoke)
21. Winx – Heller als Licht (Karaoke)
22. Pretty Cure – Nur wir beide (Karaoke)

- Vol. 5 (3. November 2006)

1. Dragonball GT – Sorae
2. Dragonball GT – Sie wollen dich
3. Yu-Gi-Oh! GX –  Generation Next
4. One Piece –  Karte des Herzens
5. Superkickers – Es geht nur um Dich
6. Pokémon – Unbesiegbar
7. Pokémon – Mit dir
8. Teenage Mutant Ninja Turtles – Es wird Nacht
9. Detektiv Conan – Der Wind singt lalala
10. Detektiv Conan – Ich kann nichts dagegen tun
11. Detektiv Conan – Wenn du gehst
12. Pretty Cure – Gute Nacht
13. Pretty Cure – Ohne Dich
14. Digimon Tamers – Starting Point
15. Digimon Tamers – Die Sterne finden
16. Yu-Gi-Oh! – Wenn du da bist
17. Dragonball GT – Sorae (Karaoke)
18. Dragonball GT – Sie wollen Dich (Karaoke)
19. Yu-Gi-Oh! GX – Generation Next (Karaoke)
20. Superkickers – Es geht nur um Dich (Karaoke)
21. Pokémon – Unbesiegbar (Karaoke)
22. One Piece – Karte des Herzens (Karaoke)

Volume 6 war eine Doppel-CD. In CD 2 wurden die beliebtesten Songs nochmal reingenommen und es wurde jeweils eine Karaoke-Version hinzugefügt.
- Vol.6 1 (2. November 2007)

-CD 1
1. Digimon Data Squad – Gib mir ein Zeichen
2. Digimon Data Squad – Glaub daran
3. One Piece – Die Reise beginnt
4. Pokémon – Über Grenzen gehen
5. Pokémon – Wir gehen den Weg zusammen
6. Pokémon – Was wäre ich ohne dich
7. Viva Pinata – Viva Pinata
8. Die Legende von Ne Zha – Die Legende von Ne Zha
9. Die Legende von Ne Zha – So weit weg
10. Detektiv Conan – Schicksal
11. Detektiv Conan – Für Ran
12. Teenage Mutant Ninja Turtles – Im Dschungel
13. Digimon Tamers – Fragile Heart
14. One Piece – Rain Base
15. Yu-Gi-Oh! – Wenn der Regen kommt
16. Digimon Data Squad – Gib mir ein Zeichen (Karaoke)
17. One Piece –  Die Reise beginnt (Karaoke)
18. Pokémon – Über Grenzen gehen (Karaoke)
19. Viva Pinata – Viva Pinata (Karaoke)
20. Die Legende von Ne Zha – Die Legende von Ne Zha (Karaoke)
21. Die Legende von Ne Zha – So weit weg (Karaoke)

-CD 2
1. Digimon Adventure – Digimon Adventure – Leb deinen Traum
2. Digimon Adventure – Digimon Adventure – Leb deinen Traum (Karaoke)
3. Dragon Ball Z – Du wirst unbesiegbar sein
4. Dragon Ball Z – Du wirst unbesiegbar sein (Karaoke)
5. Inu Yasha – Flieg durch die Zeit
6. Inu Yasha – Flieg durch die Zeit (Karaoke)
7. Wedding Peach – Liebe ist Kampf
8. Wedding Peach – Liebe ist Kampf (Karaoke)
9. Jeanne, die Kamikaze-Diebin – Sie ist nicht zu fassen
10. Jeanne, die Kamikaze-Diebin – Sie ist nicht zu fassen (Karaoke)
11. One Piece – Ins Licht
12. One Piece – Ins Licht (Karaoke)
13. Doremi – Wir sind wieder da
14. Doremi – Wir sind wieder da (Karaoke)
15. Eine neue Welt
16. Eine neue Welt (Karaoke)

## Künstler
- 101%
- Alex Wesselsky
- Andy Knote
- Conny Kreitmeier
- Chris „Yps“ Limburg
- Didi Holesch
- Faray
- Fatima Dramé
- Frank Schindel
- Fred Röttcher
- Gasparian
- Gió Bacio
- Lavinia Jones
- Megaherz
- Neueinsteiger
- Noel Pix
- Petra Scheeser
- Pünktchen und Anton
- Rickie Kinnen
- Roccee
- Ron Van Lankeren
- Ruth Kirchner
- Sina Schymanski
- Stefan Erz
- Tina Frank
- Tom Fock
- Veronika Schröder
- Ziad Assassa